# Eisenfarbe (Heraldik)

Schraffur des Eisens
1. helleres Grau (ähnlich der Schraffur des Braun)
2. dunkleres Grau (international üblicher)

In der Heraldik zählt die weißgraue (graue) bis himmelblaue Eisenfarbe, auch Stahlfarbe, zu den unklassischen Farben, die erst später als unedles Metall den heraldischen Tinkturen zugeordnet wurde. Die heraldische Schraffur für die Darstellung der Eisenfarbe bei monochromen Bildern von Wappen ist nicht ganz eindeutig. Ersteres Muster besteht aus enganliegenden, von rechts und von links diagonal verlaufenden Strichen. Zweiteres Schraffurmuster ist das international verbreitetere, mit gestrichelten senkrechten und gestrichelten waagerechten Linien. Es wird meist mit einem dunkleren Grau interpretiert.